# Cryptomanis gobiensis
Il crittomane (Cryptomanis gobiensis) è un mammifero estinto, appartenente ai folidoti. Visse nell'Eocene superiore (circa 40 milioni di anni fa) e i suoi resti fossili sono stati ritrovati in Cina.

## Descrizione
Questo animale assomigliava molto a un odierno pangolino, e come questo doveva possedere un corpo ricoperto da strutture difensive simili a squame larghe e piatte. Come gli odierni pangolini, Cryptomanis possedeva zigapofisi lombari intersecantisi fra loro e falangi ungueali fessurate. Come altre forme simili (ad esempio Patriomanis), Cryptomanis era dotato di alcune caratteristiche riscontrabili nei mammiferi arcaici, ad esempio una testa dell'astragalo convessa e un terzo trocantere femorale prominente, che invece i pangolini attuali hanno perduto. A differenza di questi ultimi, inoltre, Cryptomanis era dotato di zampe più robuste (in particolare femore e omero), di una coda più sottile e di dita dei piedi più allungate e prensili; nel contempo, il terzo dito della mano non era ingrandito come nelle forme attuali.

## Classificazione
Cryptomanis gobiensis venne descritto per la prima volta nel 2006 sulla base di resti fossili ritrovati in terreni dell'Eocene superiore nella zona di Shara Murun (Mongolia Interna, Cina). I fossili mostrano che questo animale era un pangolino arcaico, leggermente più evoluto di forme basali come l'europeo Eomanis, ma paragonabile come grado evolutivo all'americano Patriomanis; quest'ultimo genere potrebbe essere il rappresentante, insieme a Cryptomanis, di una famiglia di pangolini primitivi (Patriomanidae) dalle caratteristiche differenti da quelle dei pangolini successivi (Necromanis e le forme attuali). La scoperta di Cryptomanis rafforza l'idea di un'origine dei pangolini nei continenti settentrionali.

## Paleoecologia
Alcune caratteristiche di Cryptomanis (come la coda snella, le dita lunghe e prensili) indicano che questo animale era già ben adattato a scavare per distruggere termitai e nutrirsi di insetti, ma mostrava anche una tendenza verso uno stile di vita semi arboricolo.